# Strunius
Strunius — викопний рід лопатеперих риб з девонського періоду Німеччини.
Розмір тіла лише 10 см. Мали сильні щелепи, ймовірно живились рибою .